# Эмицум
Эмицум (e-mi-zum или e-me-zum) — вождь аморейского племени, обитавшего в местности вокруг города Ларса, правил приблизительно в 2005 — 1977 годах до н. э.

## Биография
Хотя Эмицум назван в списках царей Ларсы вторым царём этого города, но, видимо, в самой Ларсе он не правил. О Эмицуме ничего не известно, кроме его имени. У нас нет никакой возможности узнать в каких родственных связях он состоял с предыдущим царём (по списку) Напланумум. Не сохранилось ни одного документа датированного его правлением. Видимо, Ларса на тот период подчинялась царям Исина, осуществлявших в Южном Двуречье гегемонию. Два текста (BIN 9, 316 и 217) упоминают аморея по имени Эмицум в качестве получателя небольшого сосуда масла в 15-й год правления Ишби-Эрры и кожаной сумки — в 32-й год этого царя. Однако нет никакой возможности с уверенностью отождествить получателя этих подарков с царём Эмицумом.
Согласно списку царей Ларсы Эмицум правил 28 лет.